# Fiat Regata
Fiat Regata var en bilmodel fra Fiat. Modellen afløste Fiat 131 i 1983 og blev i 1989 afløst af Fiat Tempra.
Modellen fandtes som 4-dørs sedan og 5-dørs stationcar samt som 5-dørs varebil kaldet Fiat Marengo.
Motorprogrammet omfattede benzinmotorer på 1,1 1,3, 1,5 og 1,6 liter både med karburator og benzinindsprøjtning med effekt fra 59 til 100 hk samt dieselmotorer på 1,7 og 1,9 liter med effekt fra 59 til 80 hk.
Regata var baseret på samme platform som Fiat Ritmo, og konkurrerede med bl.a. Ford Orion, Mitsubishi Lancer, Volvo 340 og Volkswagen Jetta.

## Billeder
- Fiat Regata
- Fiat Regata Weekend
- Instrumentbræt

## Tekniske specifikationer[1]
| Model            | Slagvolume       | Max. effekt ved omdr./min. | Max. drejningsmoment ved omdr./min. | Brændstofsystem          |
| ---------------- | ---------------- | -------------------------- | ----------------------------------- | ------------------------ |
| Regata 60        | 1,1 L (1116 cm³) | 43 kW (58 hk) / 5700       | 87 Nm / 3000                        | Karburator               |
| Regata 70        | 1,3 L (1299 cm³) | 48 kW (65 hk) / 5600       | 100 Nm / 3000                       | Karburator               |
| Regata 70(S)     | 1,3 L (1301 cm³) | 48 kW (65 hk) / 5600       | 100 Nm / 3000                       | Karburator               |
| Regata 75(S)     | 1,5 L (1498 cm³) | 55 kW (75 hk) / 5500       | 117 Nm / 2900                       | Karburator               |
| Regata 85(S)     | 1,5 L (1498 cm³) | 58 kW (79 hk) / 5500       | 122 Nm / 2900                       | Karburator               |
| Regata 85(S)     | 1,6 L (1585 cm³) | 60 kW (82 hk) / 5500       | 124 Nm / 2900                       | Karburator               |
| Regata 100S      | 1,6 L (1585 cm³) | 74 kW (101 hk) / 5900      | 133 Nm / 3800                       | Karburator               |
| Regata 100S i.e. | 1,6 L (1585 cm³) | 74 kW (101 hk) / 6000      | 128 Nm / 4000                       | Multipoint-indsprøjtning |
| Regata D         | 1,7 L (1697 cm³) | 44 kW (60 hk) / 4500       | 103 Nm / 3000                       | Sugediesel               |
| Regata DS        | 1,9 L (1929 cm³) | 48 kW (65 hk) / 4600       | 119 Nm / 2000                       | Sugediesel               |
| Regata Turbo DS  | 1,9 L (1929 cm³) | 59 kW (80 hk) / 4200       | 172 Nm / 2400                       | Turbodiesel              |